# Sean Tyas
Sean Tyas je americký DJ a producent elektronické taneční hudby, především trancu.

## Život a kariéra
Původem z Long Islandu, New York, Sean se začal zajímat o elektronickou hudbu v roce 1991, když si poslechl kazetu s různými elektronickými skladbami od skupiny O'Fortuna. Od té doby začal poslouchat to, co se v té době řadilo pod hudební žánr techno. S vlastní hudební produkcí začal na přelomu let 2000 a 2001 s využitím softwaru Impulse Tracker v operačním systému Microsoft DOS.
V roce 2004 se přestěhoval do Německa kde začal pracovat na produkci pro DJe Beama. Následovalo stěhování za atraktivnějšími možnostmi do Švýcarska, kde vytvořil několik úspěšných singlů pro Dave202. Sean žije ve Švýcarsku i dnes se svoji manželkou Mirellou, původem Švýcarkou.
V roce 2008, se stal rezidentem na Sheffieldské trancové noci Off The Rails.

## Rádio show
Sean uvádí každé pondělí večer internetovou rádio show jménem Tytanium Sessions pro trancovou stanici Afterhours. Tato show je také distribuována přes iTunes Store formou podcastu.

## Diskografie

### Singly
- 2002 – Love At First Site
- 2005 – Mirella EP
- 2005 – All Out of Love (společně s Beam jako Angyla)
- 2005 – Virtual Discotech 1.0 (společně s Beam jako 64 Bit)
- 2006 – Candida / Pacifier
- 2006 – Remember
- 2006 – Lift
- 2007 – Drop
- 2007 – One More Night Out (jako Logistic)
- 2007 – Candida
- 2008 – Heart to Heart (vs. Talla 2XLC)
- 2008 – Somethin's Up (společně s Simon Patterson)
- 2009 – For the Most Part (společně s Simon Patterson)
- 2009 – Melbourne
- 2011 – By the Way